# Žarnov
Žarnov is een Slowaakse gemeente in de regio Košice, en maakt deel uit van het district Košice-okolie.
Žarnov telt 414 inwoners.